# Lasioptera lactucae
Lasioptera lactucae är en tvåvingeart som beskrevs av Ephraim Porter Felt 1907. Lasioptera lactucae ingår i släktet Lasioptera och familjen gallmyggor. Inga underarter finns listade i Catalogue of Life.